# 卡普陶隆托蒂
卡普陶隆托蒂，是匈牙利维斯普雷姆州所辖的一个村，总面积11.73平方公里，总人口428，人口密度36.5人/平方公里（2010年1月1日）。